# Thomson TO9
Le Thomson TO9 est un ordinateur créé par l'entreprise française Thomson SIMIV, sorti le 16 septembre 1985. Le Thomson TO9+, commercialisé l'année suivante, sera son remplaçant ; bien que très similaires extérieurement, ces deux modèles comportent beaucoup de différences techniques.
Les nombreux périphériques pour TO9 étaient pour la plupart compatibles avec l'ensemble de la gamme Thomson (mais le clavier du TO9 n'est pas compatible avec celui du Thomson TO9+). Par contre, la compatibilité logicielle du TO9 avec les autres ordinateurs de la gamme était très imparfaite.

## Description

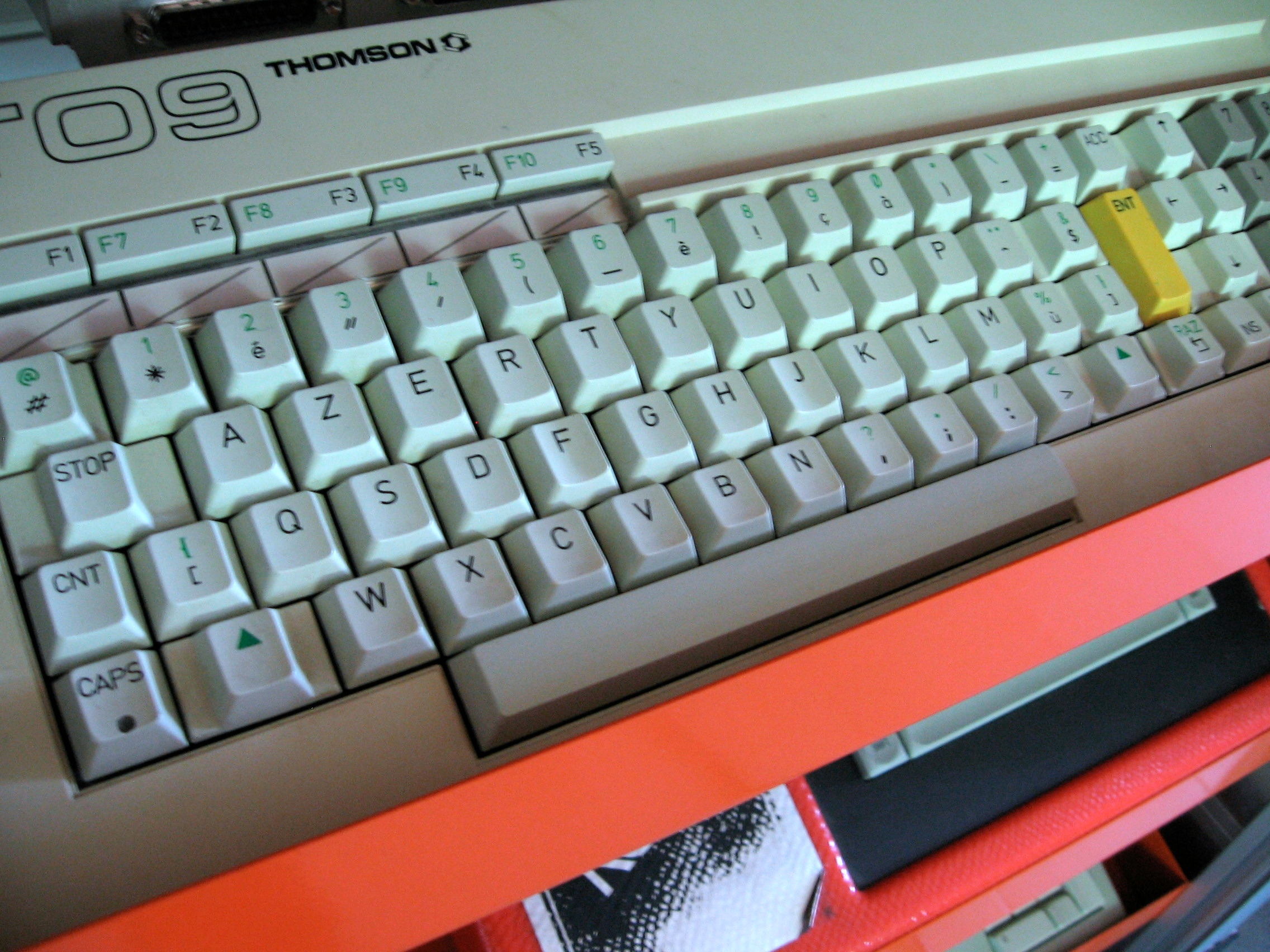
Clavier du TO9.

Le TO9 est le premier ordinateur Thomson à être composé d'une unité centrale et d'un clavier distinct. C'est une version plus professionnelle du TO7/70. Il était vendu 8 950 francs TTC en septembre 1985, sans moniteur (équivalent à 2 362 euros en 2016).
Le TO9 est muni d'un port cartouche en face avant et c'est le premier Thomson à posséder un lecteur de disquette interne (3"1/2, simple face de 320 Ko, double densité). Il possède également son propre écran connecté par une prise Péritel. Le son est dû à un convertisseur numérique-analogique (DAC) 6 bits ou un générateur 1 bit. Le TO9 est équipé de 128 Ko de RAM, extensible à 196.
Bien que Thomson présente la machine comme destinée à un marché semi-professionnel, l'accueil est mitigé : la machine est 8 bits, alors que les concurrents commercialisent déjà des ordinateurs 16 bits ; elle est livrée avec plusieurs logiciels en mémoire morte (BASIC 128, traitement de texte « Paragraphe », base de données « Fiches et dossiers », gestionnaire de fichiers « Exploitation de fichiers » — parfois appelé « DOS iconique » —) qui lui confèrent un air de Macintosh, mais la comparaison s'arrête là... « Paragraphe » est un bon logiciel bien intégré qui hélas ralentit lors du travail sur un document de taille importante, « Fiches et dossiers » parait inachevé et bogue, « Exploitation de fichiers » manque de fonctionnalités, la compatibilité avec les anciens Thomson TO7 et TO7/70 est partielle, et la machine est chère au regard de ses performances.
Science & Vie Micro, dans son essai complet publié dans le no 22 de novembre 1985, commencera ainsi le résumé introductif de son article : « Longuement mis au banc d'essai, le dernier micro-ordinateur de notre constructeur national se révèle une machine sérieuse, riche, pleine de bonnes idées, mais aussi de défauts navrants. »